# Përparim Hetemaj
Përparim Hetemaj (Srbica, 12 dicembre 1986) è un ex calciatore finlandese, di ruolo centrocampista.

## Biografia
Nato nell'allora provincia jugoslava del Kosovo, crebbe in Finlandia, Paese nel quale la sua famiglia si trasferì nel 1992 e del quale acquisì nel 2004 la cittadinanza; suo fratello Mehmet è anch'egli calciatore professionista.

## Caratteristiche tecniche
Di ruolo centrocampista, si distingue per la foga agonistica con cui scende in campo.

## Carriera

### Club

#### HJK, AEK Atene e prestito all'Apollon
Cresciuto nell'HJK di Helsinki, fu schierato dapprima con il Klubi-04, formazione riserve di tale club, per poi esordire con la prima squadra nel 2005. Nel 2006 vinse la Suomen Cup battendo in finale il KPV per 1-0. Conquistò così il suo primo (e ad ora unico) titolo.
Il 1º luglio 2006 fu acquistato dai greci dell'AEK Atene per 450.000 euro. Nella prima parte della stagione ad Atene disputò 7 incontri di campionato e fu impiegato anche in Champions League, esordendo in casa nell'1-1 contro l'Anderlecht. La sua stagione si concluse a febbraio 2007 a Kilmarnock durante un incontro tra le Nazionali B di Finlandia e Scozia, a causa di un infortunio alla gamba occorsogli in occasione di un contrasto con lo scozzese Thomson.
Nell'inverno 2008 l'AEK lo cedette in prestito semestrale all'Apollon Kalamarias, con cui giocò fino a fine stagione, collezionando 11 presenze e segnando anche un gol.

#### Ritorno all'AEK Atene, Twente e Brescia
Tornato all'AEK Atene la stagione successiva, disputò 15 incontri di campionato; nel corso della stagione debuttò anche con la Nazionale finlandese in un'amichevole nel febbraio 2009 contro il Giappone; al termine del campionato chiese di essere ceduto; il 31 agosto, alla chiusura del calciomercato, fu la squadra olandese del Twente a mettere Hetemaj sotto contratto come contropartita per la cessione di Youssouf Hersi al club greco.
Non venendo mai impiegato nei Paesi Bassi, il 1º febbraio 2010 fu ceduto in Italia al Brescia, militante in Serie B; disputò solo 4 incontri nella sua prima stagione, ma fu impiegato con più frequenza nella successiva annata in Serie A: il 22 settembre 2010 realizzò il suo primo goal in massima serie, contro la Roma, e in totale furono 34 le presenze in Serie A con 2 goal segnati.

#### Chievo
A giugno 2011 fu ceduto in comproprietà al Chievo per 1,2 milioni di euro.
Al termine della stagione 2011-12 il Chievo riscattò il giocatore a titolo definitivo. La stagione successiva giocò quasi tutte le partite di campionato rivelandosi una pedina fondamentale nello scacchiere del Chievo, grazie ai suoi recuperi palla ed alla sua grinta che ogni partita metteva in campo.
Nonostante nemmeno nel campionato 2013-2014 fosse riuscito ad andare in goal, ebbe un ruolo importantissimo nel gioco dei clivensi, dando una grossa mano alla squadra ad arrivare all'ennesima salvezza rivelandosi il miglior assistman della squadra con 4 passaggi vincenti in tutto il campionato (il più importante sicuramente quello a Livorno per il terzo goal del Chievo firmato da Alberto Paloschi).
Nella stagione seguente fu ancora pedina fondamentale nello scacchiere gialloblu, fornendo anche un assist al solito Paloschi nella partita persa 2-1 in casa della Sampdoria alla quarta giornata.
Concluse la sua quarta stagione con la maglia clivense con 33 presenze.
Il 12 settembre 2015 realizzò il suo primo gol con la maglia veronese, avversaria la Juventus.
La sua stagione più prolifica fu senza dubbio quella 2017-2018, dove realizzò 3 gol in 32 partite di campionato (al cospetto dell'anonimo 13º posto della squadra).
Con i gialloblu disputò in totale 249 partite (di cui 239 in Serie A) in 8 stagioni.

#### Benevento e Reggina
Nell'estate 2019 viene acquistato dal Benevento, militante in Serie B. Dopo aver conquistato con ben sette turni di anticipo la promozione in serie A, vincendo la Coppa Ali della Vittoria, Hetemaj debutta in Serie A con la maglia del Benevento, contro la Sampdoria entrando all'81' al posto di Roberto Insigne. A fine stagione il Benevento retrocede e Hetemaj lascia i sanniti dopo 65 presenze complessive messe insieme in due stagioni.
Il 28 luglio 2021 firma un contratto annuale con la Reggina in Serie B, club nel quale ha militato anni prima il fratello Mehmet. Il 18 settembre segna il suo primo gol con i calabresi, nel successo casalingo sulla SPAL (2-1). Il 20 aprile 2022, dopo 31 presenze ed 1 goal totali, termina la sua avventura con gli amaranto.

#### Ritorno all'HJK e Gilla FC
Nello stesso giorno in cui viene ufficializzato il termine della sua avventura italiana, fa ritorno all'HJK, la società nella quale è cresciuto calcisticamente.
Il 22 dicembre 2023, dopo non aver rinnovato il contratto con la squadra finlandese, viene comunicato il suo ingaggio da parte del Gilla FC, squadra delle serie minori finlandesi fondata da alcuni famosi youtuber del Paese.

### Nazionale
Ha partecipato al Campionato Europeo Under 21 nel 2009 con la Finlandia. Ha debuttato con la maglia della nazionale maggiore finlandese in un'amichevole il 4 febbraio 2009 contro il Giappone (sconfitta a Tokyo per 5-1). La sua prima marcatura è arrivata il 26 maggio 2012, a Salisburgo, in amichevole contro la Turchia, suo il gol vittoria nel 3-2 finale. Durante tutto l'arco della sua attività con la nazionale ha sempre rifiutato di scendere in campo contro il Kosovo, suo Paese d'origine.

## Statistiche

### Presenze e reti nei club
| Stagione         | Squadra            | Campionato       | Campionato | Campionato | Coppe nazionali | Coppe nazionali | Coppe nazionali | Coppe europee | Coppe europee | Coppe europee | Altre coppe | Altre coppe | Altre coppe | Totale | Totale |
| Stagione         | Squadra            | Comp             | Pres       | Reti       | Comp            | Pres            | Reti            | Comp          | Pres          | Reti          | Comp        | Pres        | Reti        | Pres   | Reti   |
| ---------------- | ------------------ | ---------------- | ---------- | ---------- | --------------- | --------------- | --------------- | ------------- | ------------- | ------------- | ----------- | ----------- | ----------- | ------ | ------ |
| 2005             | HJK                | VL               | 26         | 1          | CF              | 0               | 0               | -             | -             | -             | -           | -           | -           | 26     | 1      |
| gen.-lug. 2006   | HJK                | VL               | 7          | 0          | CF              | 0               | 0               | CU            | 0             | 0             | -           | -           | -           | 7      | 0      |
| 2006-2007        | AEK Atene          | SL               | 7          | 0          | CG              | 1               | 0               | UCL           | 4             | 0             | -           | -           | -           | 12     | 0      |
| 2007-gen. 2008   | AEK Atene          | SL               | 0          | 0          | CG              | 1               | 0               | UCL           | 0             | 0             | -           | -           | -           | 1      | 0      |
| gen.-giu. 2008   | Apollon Kalamarias | SL               | 10         | 1          | CG              | -               | -               | -             | -             | -             | -           | -           | -           | 10     | 1      |
| 2008-2009        | AEK Atene          | SL               | 9+3        | 0          | CG              | 2               | 0               | CU            | 2             | 0             | -           | -           | -           | 16     | 0      |
| Totale AEK Atene | Totale AEK Atene   | Totale AEK Atene | 16+3       | 0          |                 | 4               | 0               |               | 6             | 0             |             | -           | -           | 29     | 0      |
| 2009-gen. 2010   | Twente             | ED               | 0          | 0          | CO              | 1               | 0               | UEL           | 0             | 0             | -           | -           | -           | 1      | 0      |
| gen.-giu. 2010   | Brescia            | B                | 4          | 0          | CI              | -               | -               | -             | -             | -             | -           | -           | -           | 4      | 0      |
| 2010-2011        | Brescia            | A                | 30         | 2          | CI              | 1               | 0               | -             | -             | -             | -           | -           | -           | 31     | 2      |
| Totale Brescia   | Totale Brescia     | Totale Brescia   | 34         | 2          |                 | 1               | 0               |               | -             | -             |             | -           | -           | 35     | 2      |
| 2011-2012        | Chievo             | A                | 32         | 0          | CI              | 3               | 0               | -             | -             | -             | -           | -           | -           | 35     | 0      |
| 2012-2013        | Chievo             | A                | 30         | 0          | CI              | 0               | 0               | -             | -             | -             | -           | -           | -           | 30     | 0      |
| 2013-2014        | Chievo             | A                | 32         | 0          | CI              | 2               | 0               | -             | -             | -             | -           | -           | -           | 34     | 0      |
| 2014-2015        | Chievo             | A                | 32         | 0          | CI              | 1               | 0               | -             | -             | -             | -           | -           | -           | 33     | 0      |
| 2015-2016        | Chievo             | A                | 28         | 1          | CI              | 1               | 0               | -             | -             | -             | -           | -           | -           | 29     | 1      |
| 2016-2017        | Chievo             | A                | 23         | 0          | CI              | 1               | 0               | -             | -             | -             | -           | -           | -           | 24     | 0      |
| 2017-2018        | Chievo             | A                | 32         | 3          | CI              | 1               | 0               | -             | -             | -             | -           | -           | -           | 33     | 3      |
| 2018-2019        | Chievo             | A                | 30         | 2          | CI              | 1               | 0               | -             | -             | -             | -           | -           | -           | 31     | 2      |
| Totale Chievo    | Totale Chievo      | Totale Chievo    | 239        | 6          |                 | 10              | 0               |               | -             | -             |             | -           | -           | 249    | 6      |
| 2019-2020        | Benevento          | B                | 33         | 0          | CI              | 0               | 0               | -             | -             | -             | -           | -           | -           | 33     | 0      |
| 2020-2021        | Benevento          | A                | 31         | 0          | CI              | 1               | 0               | -             | -             | -             | -           | -           | -           | 32     | 0      |
| Totale Benevento | Totale Benevento   | Totale Benevento | 64         | 0          |                 | 1               | 0               |               | -             | -             |             | -           | -           | 65     | 0      |
| 2021-apr. 2022   | Reggina            | B                | 30         | 1          | CI              | 1               | 0               | -             | -             | -             | -           | -           | -           | 31     | 1      |
| 2022             | HJK                | VL               | 16         | 2          | CF              | 1               | 0               | UCL+UEL       | 4+8           | 0+2           | -           | -           | -           | 29     | 4      |
| 2023             | HJK                | VL               | 16         | 0          | LC              | 5               | 0               | UCL+UEL+UECL  | 3+2+7         | 0+0+1         | -           | -           | -           | 33     | 1      |
| Totale HJK       | Totale HJK         | Totale HJK       | 65         | 3          |                 | 6               | 0               |               | 24            | 3             |             | -           | -           | 95     | 6      |
| Totale carriera  | Totale carriera    | Totale carriera  | 457        | 13         |                 | 24              | 0               |               | 30            | 3             |             | -           | -           | 506    | 16     |

### Cronologia presenze e reti in nazionale
| Cronologia completa delle presenze e delle reti in nazionale ― Finlandia | Cronologia completa delle presenze e delle reti in nazionale ― Finlandia | Cronologia completa delle presenze e delle reti in nazionale ― Finlandia | Cronologia completa delle presenze e delle reti in nazionale ― Finlandia | Cronologia completa delle presenze e delle reti in nazionale ― Finlandia | Cronologia completa delle presenze e delle reti in nazionale ― Finlandia | Cronologia completa delle presenze e delle reti in nazionale ― Finlandia | Cronologia completa delle presenze e delle reti in nazionale ― Finlandia |
| Data                                                                     | Città                                                                    | In casa                                                                  | Risultato                                                                | Ospiti                                                                   | Competizione                                                             | Reti                                                                     | Note                                                                     |
| ------------------------------------------------------------------------ | ------------------------------------------------------------------------ | ------------------------------------------------------------------------ | ------------------------------------------------------------------------ | ------------------------------------------------------------------------ | ------------------------------------------------------------------------ | ------------------------------------------------------------------------ | ------------------------------------------------------------------------ |
| 4-2-2009                                                                 | Tokyo                                                                    | Giappone                                                                 | 5 – 1                                                                    | Finlandia                                                                | Amichevole                                                               | -                                                                        | 84’                                                                      |
| 12-8-2009                                                                | Stoccolma                                                                | Svezia                                                                   | 1 – 0                                                                    | Finlandia                                                                | Amichevole                                                               | -                                                                        | 46’                                                                      |
| 9-2-2011                                                                 | Gand                                                                     | Belgio                                                                   | 1 – 1                                                                    | Finlandia                                                                | Amichevole                                                               | -                                                                        | 56’                                                                      |
| 29-3-2011                                                                | Aveiro                                                                   | Portogallo                                                               | 2 – 0                                                                    | Finlandia                                                                | Amichevole                                                               | -                                                                        | 63’                                                                      |
| 3-6-2011                                                                 | San Marino                                                               | San Marino                                                               | 0 – 1                                                                    | Finlandia                                                                | Qual. Euro 2012                                                          | -                                                                        | 84’                                                                      |
| 7-6-2011                                                                 | Stoccolma                                                                | Svezia                                                                   | 5 – 0                                                                    | Finlandia                                                                | Qual. Euro 2012                                                          | -                                                                        |                                                                          |
| 10-8-2011                                                                | Riga                                                                     | Lettonia                                                                 | 0 – 2                                                                    | Finlandia                                                                | Amichevole                                                               | -                                                                        | 51’                                                                      |
| 2-9-2011                                                                 | Helsinki                                                                 | Finlandia                                                                | 4 – 1                                                                    | Moldavia                                                                 | Qual. Euro 2012                                                          | -                                                                        | 83’                                                                      |
| 6-9-2011                                                                 | Helsinki                                                                 | Finlandia                                                                | 0 – 2                                                                    | Paesi Bassi                                                              | Qual. Euro 2012                                                          | -                                                                        | 28’, 60’                                                                 |
| 15-11-2011                                                               | Esbjerg                                                                  | Danimarca                                                                | 2 – 1                                                                    | Finlandia                                                                | Amichevole                                                               | -                                                                        | 68’                                                                      |
| 29-2-2012                                                                | Klagenfurt                                                               | Austria                                                                  | 3 – 1                                                                    | Finlandia                                                                | Amichevole                                                               | -                                                                        | 46’                                                                      |
| 26-5-2012                                                                | Salisburgo                                                               | Finlandia                                                                | 3 – 2                                                                    | Turchia                                                                  | Amichevole                                                               | 1                                                                        | 61’                                                                      |
| 1-6-2012                                                                 | Tartu                                                                    | Estonia                                                                  | 1 – 2                                                                    | Finlandia                                                                | Coppa del Baltico 2012                                                   | -                                                                        |                                                                          |
| 15-8-2012                                                                | Lurgan                                                                   | Irlanda del Nord                                                         | 3 – 3                                                                    | Finlandia                                                                | Amichevole                                                               | 1                                                                        | 69’                                                                      |
| 7-9-2012                                                                 | Helsinki                                                                 | Finlandia                                                                | 0 – 1                                                                    | Francia                                                                  | Qual. Mondiali 2014                                                      | -                                                                        | 65’                                                                      |
| 11-9-2012                                                                | Teplice                                                                  | Rep. Ceca                                                                | 0 – 1                                                                    | Finlandia                                                                | Amichevole                                                               | -                                                                        |                                                                          |
| 12-10-2012                                                               | Helsinki                                                                 | Finlandia                                                                | 1 – 1                                                                    | Georgia                                                                  | Qual. Mondiali 2014                                                      | -                                                                        | 62’                                                                      |
| 14-11-2012                                                               | Nicosia                                                                  | Cipro                                                                    | 0 – 3                                                                    | Finlandia                                                                | Amichevole                                                               | 1                                                                        | 62’                                                                      |
| 22-3-2013                                                                | Gijón                                                                    | Spagna                                                                   | 1 – 1                                                                    | Finlandia                                                                | Qual. Mondiali 2014                                                      | -                                                                        |                                                                          |
| 7-6-2013                                                                 | Helsinki                                                                 | Finlandia                                                                | 1 – 0                                                                    | Bielorussia                                                              | Qual. Mondiali 2014                                                      | -                                                                        |                                                                          |
| 11-6-2013                                                                | Homel'                                                                   | Bielorussia                                                              | 1 – 1                                                                    | Finlandia                                                                | Qual. Mondiali 2014                                                      | -                                                                        | 5’                                                                       |
| 14-8-2013                                                                | Turku                                                                    | Finlandia                                                                | 2 – 0                                                                    | Slovenia                                                                 | Amichevole                                                               | -                                                                        | 61’                                                                      |
| 10-9-2013                                                                | Tbilisi                                                                  | Georgia                                                                  | 0 – 1                                                                    | Finlandia                                                                | Qual. Mondiali 2014                                                      | -                                                                        | 47’                                                                      |
| 15-10-2013                                                               | Saint-Denis                                                              | Francia                                                                  | 3 – 0                                                                    | Finlandia                                                                | Qual. Mondiali 2014                                                      | -                                                                        |                                                                          |
| 16-11-2013                                                               | Cardiff                                                                  | Galles                                                                   | 1 – 1                                                                    | Finlandia                                                                | Amichevole                                                               | -                                                                        | 70’                                                                      |
| 5-3-2014                                                                 | Györ                                                                     | Ungheria                                                                 | 1 – 2                                                                    | Finlandia                                                                | Amichevole                                                               | -                                                                        | 10’                                                                      |
| 21-5-2014                                                                | Helsinki                                                                 | Finlandia                                                                | 2 – 2                                                                    | Rep. Ceca                                                                | Amichevole                                                               | -                                                                        |                                                                          |
| 29-5-2014                                                                | Ventspils                                                                | Finlandia                                                                | 0 – 1                                                                    | Lituania                                                                 | Coppa del Baltico 2014                                                   | -                                                                        |                                                                          |
| 31-5-2014                                                                | Ventspils                                                                | Finlandia                                                                | 2 – 0                                                                    | Estonia                                                                  | Coppa del Baltico 2014                                                   | 1                                                                        | 87’                                                                      |
| 7-9-2014                                                                 | Tórshavn                                                                 | Fær Øer                                                                  | 1 – 3                                                                    | Finlandia                                                                | Qual. Euro 2016                                                          | -                                                                        | 37’                                                                      |
| 11-10-2014                                                               | Helsinki                                                                 | Finlandia                                                                | 1 – 1                                                                    | Grecia                                                                   | Qual. Euro 2016                                                          | -                                                                        | 13’ 46’                                                                  |
| 14-10-2014                                                               | Helsinki                                                                 | Finlandia                                                                | 0 – 2                                                                    | Romania                                                                  | Qual. Euro 2016                                                          | -                                                                        | 64’                                                                      |
| 14-11-2014                                                               | Budapest                                                                 | Ungheria                                                                 | 1 – 0                                                                    | Finlandia                                                                | Qual. Euro 2016                                                          | -                                                                        |                                                                          |
| 18-11-2014                                                               | Žilina                                                                   | Slovacchia                                                               | 2 – 1                                                                    | Finlandia                                                                | Amichevole                                                               | -                                                                        | 73’                                                                      |
| 9-6-2015                                                                 | Turku                                                                    | Finlandia                                                                | 0 – 2                                                                    | Estonia                                                                  | Amichevole                                                               | -                                                                        | 84’                                                                      |
| 13-6-2015                                                                | Helsinki                                                                 | Finlandia                                                                | 0 – 1                                                                    | Ungheria                                                                 | Qual. Euro 2016                                                          | -                                                                        |                                                                          |
| 4-9-2015                                                                 | Atene                                                                    | Grecia                                                                   | 0 – 1                                                                    | Finlandia                                                                | Qual. Euro 2016                                                          | -                                                                        |                                                                          |
| 7-9-2015                                                                 | Helsinki                                                                 | Finlandia                                                                | 1 – 0                                                                    | Fær Øer                                                                  | Qual. Euro 2016                                                          | -                                                                        |                                                                          |
| 8-10-2015                                                                | Bucarest                                                                 | Romania                                                                  | 1 – 1                                                                    | Finlandia                                                                | Qual. Euro 2016                                                          | -                                                                        | 82’                                                                      |
| 26-3-2016                                                                | Breslavia                                                                | Polonia                                                                  | 5 – 0                                                                    | Finlandia                                                                | Amichevole                                                               | -                                                                        | 46’                                                                      |
| 29-3-2016                                                                | Oslo                                                                     | Norvegia                                                                 | 2 – 0                                                                    | Finlandia                                                                | Amichevole                                                               | -                                                                        | 90’                                                                      |
| 1-6-2016                                                                 | Bruxelles                                                                | Belgio                                                                   | 1 – 1                                                                    | Finlandia                                                                | Amichevole                                                               | -                                                                        | 83’                                                                      |
| 6-6-2016                                                                 | Verona                                                                   | Italia                                                                   | 2 – 0                                                                    | Finlandia                                                                | Amichevole                                                               | -                                                                        |                                                                          |
| 6-10-2016                                                                | Reykjavík                                                                | Islanda                                                                  | 3 – 2                                                                    | Finlandia                                                                | Qual. Mondiali 2018                                                      | -                                                                        | 96’                                                                      |
| 24-3-2017                                                                | Adalia                                                                   | Turchia                                                                  | 2 – 0                                                                    | Finlandia                                                                | Qual. Mondiali 2018                                                      | -                                                                        |                                                                          |
| 28-3-2017                                                                | Innsbruck                                                                | Austria                                                                  | 1 – 1                                                                    | Finlandia                                                                | Amichevole                                                               | -                                                                        |                                                                          |
| 2-9-2017                                                                 | Tampere                                                                  | Finlandia                                                                | 1 – 0                                                                    | Islanda                                                                  | Qual. Mondiali 2018                                                      | -                                                                        | 83’                                                                      |
| 6-10-2017                                                                | Fiume                                                                    | Croazia                                                                  | 1 – 1                                                                    | Finlandia                                                                | Qual. Mondiali 2018                                                      | -                                                                        | 75’ 80’                                                                  |
| 9-10-2017                                                                | Turku                                                                    | Finlandia                                                                | 2 – 2                                                                    | Turchia                                                                  | Qual. Mondiali 2018                                                      | -                                                                        | 60’                                                                      |
| Totale                                                                   |                                                                          | Presenze                                                                 | 49                                                                       |                                                                          | Reti                                                                     | 4                                                                        |                                                                          |

| Cronologia completa delle presenze e delle reti in nazionale ― Finlandia under 21 | Cronologia completa delle presenze e delle reti in nazionale ― Finlandia under 21 | Cronologia completa delle presenze e delle reti in nazionale ― Finlandia under 21 | Cronologia completa delle presenze e delle reti in nazionale ― Finlandia under 21 | Cronologia completa delle presenze e delle reti in nazionale ― Finlandia under 21 | Cronologia completa delle presenze e delle reti in nazionale ― Finlandia under 21 | Cronologia completa delle presenze e delle reti in nazionale ― Finlandia under 21 | Cronologia completa delle presenze e delle reti in nazionale ― Finlandia under 21 |
| Data                                                                              | Città                                                                             | In casa                                                                           | Risultato                                                                         | Ospiti                                                                            | Competizione                                                                      | Reti                                                                              | Note                                                                              |
| --------------------------------------------------------------------------------- | --------------------------------------------------------------------------------- | --------------------------------------------------------------------------------- | --------------------------------------------------------------------------------- | --------------------------------------------------------------------------------- | --------------------------------------------------------------------------------- | --------------------------------------------------------------------------------- | --------------------------------------------------------------------------------- |
| 13-4-2005                                                                         | Helsinki                                                                          | Finlandia under 21                                                                | 0 – 3                                                                             | Estonia under 21                                                                  | Amichevole                                                                        | -                                                                                 |                                                                                   |
| 3-9-2006                                                                          | Turku                                                                             | Finlandia under 21                                                                | 1 – 5                                                                             | Russia under 21                                                                   | Qual. Europeo Under-21 2007                                                       | -                                                                                 | 46’                                                                               |
| 17-10-2007                                                                        | Kaunas                                                                            | Lituania under 21                                                                 | 0 – 1                                                                             | Finlandia under 21                                                                | Qual. Europeo Under-21 2009                                                       | -                                                                                 | 54’                                                                               |
| 21-11-2007                                                                        | Helsinki                                                                          | Finlandia under 21                                                                | 2 – 1                                                                             | Lituania under 21                                                                 | Qual. Europeo Under-21 2009                                                       | 1                                                                                 | 60’ 83’                                                                           |
| 20-8-2008                                                                         | Turku                                                                             | Finlandia under 21                                                                | 1 – 1                                                                             | Svezia under 21                                                                   | Amichevole                                                                        | -                                                                                 | 43’                                                                               |
| 10-10-2008                                                                        | Pasching                                                                          | Austria under 21                                                                  | 2 – 1                                                                             | Finlandia under 21                                                                | Qual. Europeo Under-21 2009                                                       | 1                                                                                 | 52’                                                                               |
| 27-3-2009                                                                         | Miami                                                                             | Svezia under 21                                                                   | 0 – 1                                                                             | Finlandia under 21                                                                | Amichevole                                                                        | -                                                                                 | 81’                                                                               |
| 6-6-2009                                                                          | Valkeakoski                                                                       | Finlandia under 21                                                                | 1 – 0                                                                             | Bielorussia under 21                                                              | Amichevole                                                                        | -                                                                                 | 59’                                                                               |
| 15-6-2009                                                                         | Halmstad                                                                          | Finlandia under 21                                                                | 1 – 2                                                                             | Inghilterra under 21                                                              | Europeo Under-21 2009 - 1º turno                                                  | -                                                                                 |                                                                                   |
| 18-6-2009                                                                         | Halmstad                                                                          | Germania under 21                                                                 | 2 – 0                                                                             | Finlandia under 21                                                                | Europeo Under-21 2009 - 1º turno                                                  | -                                                                                 |                                                                                   |
| 22-6-2009                                                                         | Göteborg                                                                          | Spagna under 21                                                                   | 2 – 0                                                                             | Finlandia under 21                                                                | Europeo Under-21 2009 - 1º turno                                                  | -                                                                                 |                                                                                   |
| Totale                                                                            |                                                                                   | Presenze                                                                          | 11                                                                                |                                                                                   | Reti                                                                              | 2                                                                                 |                                                                                   |

## Palmarès

### Club

#### Competizioni nazionali
- Coppa di Finlandia: 1

HJK: 2006
- Campionato italiano di Serie B: 1

Benevento: 2019-2020
- Campionato finlandese: 3

HJK: 2022, 2023
- Coppa di Lega finlandese: 1

HJK: 2023